# Another Century's Episode
Another Century's Episode (アナザーセンチュリーズエピソード?, Anazā Senchurīzu Episōdo), a volte abbreviato in A.C.E., è un videogioco d'azione prodotto dalla Banpresto e sviluppato dalla FromSoftware. È stato pubblicato per PlayStation 2 il 27 gennaio 2005.
Another Century's Episode è il frutto della collaborazione fra la Banpresto, conosciuta principalmente per il franchise di Super Robot Wars, e la FromSoftware, gli sviluppatori della serie Armored Core. Il titolo è un videogioco d'azione che utilizza, personaggi mecha e storie di vari anime. Tuttavia, a differenza di Super Robot Wars che mischiava le storie di decine di anime differenti, Another Century's Episode si concentra esclusivamente sugli anime robotici più realistici come Mobile Suit Gundam.

## Trama
Nel futuro, l'umanità ha raggiunto le stelle, con colonie orbitanti intorno alla Terra ed a Marte. Tuttavia, i conflitti politici ed economici hanno portato ad una recessione che ha colpito in maniera particolarmente dura proprio le colonie. Al fine di affrontare tali questioni, la moltitudine dei governi della Terra si sono uniti sotto la bandiera della United Community of Earth (UCE). L'esistenza del UCE però non ha fatto nulla per impedire la nascita di organizzazione di gruppi ribelli, come White Fang e l'Impero lunare di Giganos. A tal fine, l'UCE ha creato una task force speciale per sedare i movimenti di ribelli.

## Serie presenti nel gioco
- Aura Battler Dunbine
- Mobile Battleship Nadesico the Movie - Il principe delle tenebre
- Blue Comet SPT Layzner
- Brain Powerd
- Gundam Wing
- Metal Armor Dragonar
- Z Gundam
- Heavy Metal L-Gaim
- Mobile Suit Gundam: Il contrattacco di Char

## Altri titoli della serie
- Another Century's Episode 2 (2006)
- Another Century's Episode 3 (2007)
- Another Century's Episode R (2010)
- Another Century's Episode Portable (2011)